# Chars de Moulis et de Liqué, grotte d'Aubert, Soulane de Balaguères et de Sainte-Catherine, granges des vallées de Sour et d'Astien
Chars de Moulis et de Liqué, grotte d'Aubert, Soulane de Balaguères et de Sainte-Catherine, granges des vallées de Sour et d'Astien este o arie protejată (sit de importanță comunitară — SCI) din Franța întinsă pe o suprafață de 4.377 ha, integral pe uscat.

## Localizare
Centrul sitului Chars de Moulis et de Liqué, grotte d'Aubert, Soulane de Balaguères et de Sainte-Catherine, granges des vallées de Sour et d'Astien este situat la coordonatele 42°57′47″N 1°02′16″E / 42.96306°N 1.03778°E.

## Înființare
Situl Chars de Moulis et de Liqué, grotte d'Aubert, Soulane de Balaguères et de Sainte-Catherine, granges des vallées de Sour et d'Astien a fost declarat arie specială de conservare în baza directivei 92/43 din 1992 referitoare la conservarea habitatelor naturale și a faunei și florei sălbatice pentru a proteja 15 specii de animale.

## Biodiversitate
Situată în ecoregiunea atlantică, aria protejată conține 11 habitate naturale: Peșteri inaccesibile publicului, Pajiști uscate europene, Formațiuni de Juniperus communis pe lande sau pajiști calcaroase, Pajiști carstice calcaroase sau bazofile, de Alysso-Sedion albi, Liziere de ierburi înalte hidrofile de câmpie și de nivel montan până la alpin, Fânețe de joasă altitudine (Alopecurus pratensis, Sanguisorba officinalis), Păduri de fag acidofile atlantice, cu subarboret de Ilex și, uneori, de asemenea, Taxus, la nivelul arbuștilor (Quercion robori-petraeae sau Ilici-Fagenion), Pajiști uscate seminaturale și facies de acoperire cu tufișuri pe substraturi calcaroase (Festuco-Brometalia) (* situri importante pentru orhidee), Pante stâncoase calcaroase cu vegetație casmofită, Păduri de fag din Europa Centrală dezvoltate pe sol calcaros cu Cephalanthero-Fagion, Păduri pe pante, grohotișuri și ravene de Tilio-Acerion.
La baza desemnării sitului se află mai multe specii protejate:
- mamifere (10): liliac cârn (Barbastella barbastellus), Galemys pyrenaicus, liliac cu aripi lungi (Miniopterus schreibersii), liliac cu urechi mari (Myotis bechsteinii), liliac cu urechi de șoarece (Myotis blythii), liliac cărămiziu (Myotis emarginatus), liliac comun (Myotis myotis), liliacul mediteranean cu potcoavă (Rhinolophus euryale), liliacul mare cu potcoavă (Rhinolophus ferrumequinum), liliacul mic cu potcoavă (Rhinolophus hipposideros)
- nevertebrate (4): Austropotamobius pallipes, croitorul mare al stejarului (Cerambyx cerdo), rădașcă (Lucanus cervus), Rosalia alpina
- pești (1): zglăvoacă (Cottus gobio)

Pe lângă speciile protejate, pe teritoriul sitului au mai fost identificate 11 specii de mamifere, 3 specii de nevertebrate.